# ماسماسو چانگای
ماسماسو چانگای (هلندی: Massamasso Tchangai؛ ۸ اوت ۱۹۷۸ – ۸ اوت ۲۰۱۰) یک بازیکن فوتبال اهل توگو بود.
وی همچنین در تیم ملی فوتبال توگو بازی کرده‌است.